# Stora Herrö
Stora Herrö est une île du golfe de Finlande située dans le quartier Suvisaaristo à Espoo en Finlande,,.

## Présentation
Stora Herrö est située au sud de Pentala et au sud-est de Medvastö, à environ 2,5 kilomètres au sud-ouest des îles principales de Suvisaaristo.
La distance jusqu'à la marina de Soukanniemi est de trois kilomètres.
À la suite du rebond post-glaciaire, Lilla Herrö est presque relié a Stora Herrö. 
Les îles sont séparées par Le détroit Herröviken. 
Les iles Rövaren et Kaparen, sont situées à l'est de Stora Herrö.
Au sud de l'île se trouve l'îlot Herrökobben.
La superficie de Stora Herrö est de 44,3 hectares. 
Ses forêts sont principalement constituées de pins parasols, avec des épinettes poussant par endroits. 
Au milieu de Stora Herrö se trouve une baie appelée Söderviken. 
La plupart des plages de Stora Herrö sont rocheuses et caillouteuses, dans la partie orientale de l'île, il y a deux petites plages.
Sur la rive nord-ouest de Stora Herrö, il y a un petit embarcadère desservi par des bateaux réguliers. 
Au milieu de l'île, il y a une tour d'observation en bois.
La frontière entre Espoo et Kirkkonummi traverse le détroit Pentalasundet entre Pentala et Medvastö.